# Gustavo Serena
Gustavo Serena (Nàpols, 5 d'octubre de 1881 – Roma, 16 d'abril de 1970) va ser un actor i director cinematogràfic de nacionalitat italiana, actiu en l'època del cinema mut.

## Biografia
Nascut en Nàpols, Itàlia, en el si d'una família aristocràtica, es va iniciar en el teatre en 1899 debutant al Teatre Manzoni de Roma. Va militar com a actor «amorós» en companyies teatrals d'una certa importància, com les de Giovanni Emanuel i Ferruccio Garavaglia, fins a 1911, any en què va ser contractat per la productora cinematogràfica Film d'Arte Italiana.
En 1912 es va consolidar completament al cinema (en el qual s'havia iniciat en 1909 com a comparsa), interpretant el seu primer paper protagonista a Romeo e Giulietta, mentre que a l'any següent va treballar a Quo vadis?. També va actuar per als estudis Cinemes, i en 1914 va passar a Pasquali Film, productora de Torí.
En 1915 va ser contractat per la casa Caesar Film com primer actor i director artístic. En aquests estudis romans va ser intèrpret i director de moltes pel·lícules, sobretot Assunta Spina, en la qual actuava la diva Francesca Bertini. Serena també va treballar amb altres importants actrius de l'època, entre elles Olga Benetti, Leda Gys, Tilde Kassay i Anna Fougez.
Altres importants actuacions seves van ser La signora dalle camelie (1915), Fedora (1916), Il processo Clémenceau (1917), Tosca (1918) i Dora o le spie (1919).
Passats els anys 1920, a causa de la crisi productiva del cinema italià, l'activitat cinematogràfica de Serena va estar més limitada. Va rodar dos films a Alemanya, Sterbende Völker - 2. Brennendes Meer i Sterbende Völker - 1. Heimat in Not, ambdós el 1922 i dirigits per Robert Reinert, també va treballar en una producció estatunidenca, The White Sister (1923), sota direcció de Henry King.
En 1929 va tornar a treballar en la direcció amb el film Zappatore, dirigint la seva última pel·lícula i única sonora, Zaganella e il cavaliere, el 1932, ccinta d'escàs relleu. En anys següents van disminuir les seves aparicions en la pantalla gran, encara que ocasionalment va treballar com a director de producció.
A partir de 1939 es va retirar a la seva vida privada, i en els primers anys 1940 va dirigir una lleteria. Va tornar al cinema en 1949, encara que fent papers marginals com extra o actor de caràcter, participant en films com I soliti ignoti (1958) i Don Camillo monsignore ma non troppo (1961).
Gustavo Serena va morir el 1970 a Roma, Itàlia.

## Filmografia parcial

### Actor
- La contessa di Challant e Don Pedro di Cordova, dirigida per Gerolamo Lo Savio (1911)
- Beatrice d'Este, dirigida per Ugo Falena (1912)
- Il segreto dell'inventore, dirigida per Enrico Guazzoni (1912)
- Pro patria mori, dirigida per Enrico Guazzoni (1912)
- Romeo e Giulietta, dirigida per Ugo Falena (1912)
- Quo vadis?, dirigida per Enrico Guazzoni (1913)
- Gli abitatori delle fogne, dirigida per Umberto Paradisi (1914)
- Il ponte del diavolo, dirigida per Umberto Paradisi (1914)
- Il posto vuoto, dirigida per Giuseppe Giusti (1914)
- L'esplosione del forte B.2, dirigida per Umberto Paradisi (1914)
- La confessione, dirigida per Umberto Paradisi (1914)
- L'ultima danza, dirigida per Umberto Paradisi (1914)
- Le primule insanguinate, dirigida per Giuseppe Giusti (1914)
- Ettore Fieramosca, dirigida per Domenico Gaido i Umberto Paradisi (1915)
- La perla del cinema, dirigida per Giuseppe De Liguoro (1916)
- Il processo Clémenceau, dirigida per Alfredo De Antoni (1917)
- Aquile romane, dirigida per Giuseppe De Liguoro (1918)
- I nostri buoni villici, dirigida per Camillo De Riso (1918)
- Mariute, dirigida per Eduardo Bencivenga (1918)
- Niniche, dirigida per Camillo De Riso (1918)
- Tosca, dirigida per Alfredo De Antoni (1918)
- Dora o le spie, dirigida per Roberto Roberti (1919)
- La corsa al trono, dirigida per Roberto Roberti (1919)
- La paura di amare, dirigida per Roberto Roberti (1920)
- La moglie di sua eccellenza, dirigida per Edoardo Bencivenga (1921)
- Rondini nel turbine, dirigida per Ettore Piergiovanni (1921)
- Passioni, dirigida per Alfredo De Antoni (1922)
- The White Sister, dirigida per Henry King (1923)
- Il grido dell'aquila, dirigida per Mario Volpe (1923)
- Il pane altrui, dirigida per Telemaco Ruggeri (1924)
- La via del peccato, dirigida per Amleto Palermi (1924)
- Fra Diavolo, dirigida per Roberto Roberti (1925)
- Le mani sugli occhi, dirigida per Gian Orlando Vassallo (1929)
- Il solitario della montagna, dirigida per Wladimiro De Liguoro (1931)
- Re burlone, dirigida per Enrico Guazzoni (1935)
- Re di denari, dirigida per Enrico Guazzoni (1936)
- Giuseppe Verdi, dirigida per Carmine Gallone (1938)
- Finisce sempre così, dirigida per Enrique Susini (1939)
- Le educande di Saint-Cyr, dirigida per Gennaro Righelli (1939)
- Naufraghi, dirigida per Silvio Laurenti Rosa (1939)
- Se quell'idiota ci pensasse..., dirigida per Nino Giannini (1939)
- La figlia del mendicante, dirigida per Carlo Campogalliani (1950)
- La grande rinuncia, dirigida per Aldo Vergano (1951)
- Quattro rose rosse, dirigida per Nunzio Malasomma (1951)
- Gelosia, dirigida per Pietro Germi (1953)
- Peppino e la vecchia signora, dirigida per Piero Ballerini (1954)
- Il matrimonio, dirigida per Antonio Petrucci (1954)
- Il vetturale del Moncenisio, dirigida per Guido Brignone (1954)
- I soliti ignoti, dirigida per Mario Monicelli (1958)
- Il mondo dei miracoli, dirigida per Luigi Capuano (1959)
- Don Camillo monsignore... ma non troppo, dirigida per Carmine Gallone (1961)

### Director i actor
- A San Francisco (1915)
- Amore di ladro (1915)
- Assunta Spina (1915)
- Diana, l'affascinatrice (1915)
- Il capestro degli Asburgo (1915)
- Il mistero di quella notte (1915)
- Ivonne, la bella danzatrice (1915)
- La signora delle camelie (1915)
- Otto milioni di dollari (1915)
- Fedora (1916)
- La cieca di Sorrento (1916)
- Fernanda (1917)
- Parigi misteriosa (1917)
- L'avarizia (1918)
- L'immagine dell'altra (1919)
- L'ultima recita di Anna Parnell (1919)
- La vita e la leggenda (1919)
- L'albergo nero (1920)
- Diana Sorel (1921)
- Fiore selvaggio (1921)
- Senza colpa (1921)
- Il fallo dell'istitutrice (1922)
- Zappatore (1929)
- Quann'ammore vò filà (1929)

### Director
- Il destino (1916)
- Andreina (1917)
- Zaganella e il cavaliere (1932)

### Director de producció
- Miliardi, che follia! de Guido Brignone (1942)